# Mehdi Kirch
Mehdi Kirch, né le 27 janvier 1990 en France, est un footballeur français qui évolue au poste d'arrière gauche au F91 Dudelange.

## Biographie

### RC Strasbourg (2007-2010)
Formé au sein du RC Strasbourg jusqu'en 2007, la carrière du joueur débute en équipe réserve du club.
Avec la réserve du club alsacien, le joueur remporte deux Coupes d'Alsace.

### SC Schiltigheim (2010-2011)
À la suite du dépôt de bilan du RC Strasbourg, le joueur rejoint le SC Schiltigheim en CFA 2,.

### FC Bleid-Gaume (2011-2012)
Il quitte pour la première fois la France en 2011 pour rejoindre le FC Bleid-Gaume, en Belgique, évoluant en troisième division.

### CS Fola Esch (2012-2019)
Il rejoint en 2012 le CS Fola Esch, club de BGL Ligue au Luxembourg. Lors de sa première saison avec son nouveau club, il obtient son premier championnat de BGL Ligue.
En 2014-2015, le joueur remporte son deuxième championnat de BGL Ligue avec le club.

### F91 Dudelange (2019-2023)
Après sept ans au sein du CS Fola Esch, le joueur rejoint le F91 Dudelange en 2019.
Lors de la saison 2021-2022, il obtient le troisième titre de champion de BGL Ligue de sa carrière et le premier avec son nouveau club.

### FC Schifflange 95 (2023-2024)
En 2023, il rejoint le FC Schifflange 95.

### F91 Dudelange (depuis 2024)
Après une saison difficile au sein du FC Schifflange 95 qui s'est terminé par une relégation, le joueur retourne au F91 Dudelange.

## Palmarès
| RC Strasbourg rés. (2) :                        | CS Fola Esch (2) :                                                                                                 | F91 Dudelange (1) :                                                                                       |
| ----------------------------------------------- | --- | --- |
| - Coupe d'Alsace (2) - Vainqueur : 2008 et 2010 | - BGL Ligue (2) - Vainqueur : 2013 et 2015 - Vice-champion : 2014 et 2016 - Coupe du Luxembourg - Finaliste : 2017 | - BGL Ligue (1) - Champion : 2022 - Vice-champion : 2021 - Coupe du Luxembourg - Finaliste : 2022 et 2025 |